# 胡明善
胡明善（1491年—？），字公澤，直隸鳳陽府壽州霍丘縣人，民籍，明朝政治人物。

## 生平
正德十四年（1519年）己卯科應天府鄉試第一百二十五名舉人。正德十六年（1521年）中式辛巳科會試第三百四十四名，登第三甲第一百零八名進士。授宁乡县知县，歷官工部都水司主事，嘉靖七年（1528年）三月改为貴州道御史，八年巡按陕西，九年十二月提调北直隶学校，以擅取禁塘大石立碑，为内官昝文鉴所讦下狱，十一年十月革职为民。

## 家族
曾祖胡瓚；祖父胡成，曾任義官；父胡湧，曾任監生。母曹氏。慈侍下。